# Adonisea acutilinea
Adonisea acutilinea är en fjärilsart som beskrevs av Augustus Radcliffe Grote 1878. Adonisea acutilinea ingår i släktet Adonisea och familjen nattflyn. Inga underarter finns listade i Catalogue of Life.